# Козарка-Нова
Коза́рка-Нова — заповідне урочище місцевого значення, яке знаходиться в Українських Карпатах. Об'єкт природно-заповідного фонду Івано-Франківської області. 
Розташоване на території Калуського району Івано-Франківської області, на південь від села Липовиця. 
Площа 19 га. Статус присвоєно згідно з рішенням облвиконкому від 15.01.1979 року № 13. Перебуває у віданні ДП «Брошнівський лісгосп» (Липовецьке л-во, кв. 34, вид. 2). 
Статус присвоєно для збереження високопродуктивних ялинових насаджень.